# Argyreuptychia labe
Argyreuptychia labe är en fjärilsart som beskrevs av Butler 1870. Argyreuptychia labe ingår i släktet Argyreuptychia och familjen praktfjärilar. Inga underarter finns listade i Catalogue of Life.